# 克罗地亚民主共同体
克罗地亚民主共同体是克罗地亚基督教民主主义和保守主义中间偏右政党，与中间偏左的克罗地亚社会民主党是克罗地亚当代两大政党。

## 历史
民主共同体成立于东欧剧变时期的1989年6月17日，创始者是克罗地亚民族主义者弗拉尼奥·图季曼为首的持不同政见者，多党制当时在克罗地亚是处于起步阶段，它的第一个办公室设在萨格勒布棚屋，因此该党创始人自豪地称自己为“barakaši”，意为“小屋”。
在共产党逐渐放宽控制，图季曼和民主共同体其他官员出国旅行和从克罗地亚的外籍人士手中募集了大量政治献金。在1990年大选前夕，41.9%的克罗地亚人投票给了民主共同体，赢得克罗地亚议会多数。1990年5月30日——这一天民主共同体正式上台——后来被立为克罗地亚建国日，成为公众假期。
克罗地亚獨立以來，政权长期把握在民主共同体手中，社会民主党影响力有限。2000年大选中，社会民主党与自由党组成的联盟赢得选举，上台执政。2003年和2007年，民主共同体重新赢得大选，成为第一大党。2011年大选，社会民主党一举获得151个议席中的81席，成为议会第一大党，民主共同体获得44席，退居第二大党。该党现是欧洲人民党(EPP)的一个准会员。

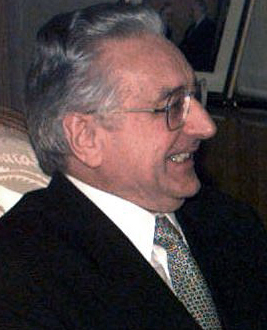
弗拉尼奥·图季曼，前克罗地亚总统和民主共同体创建者

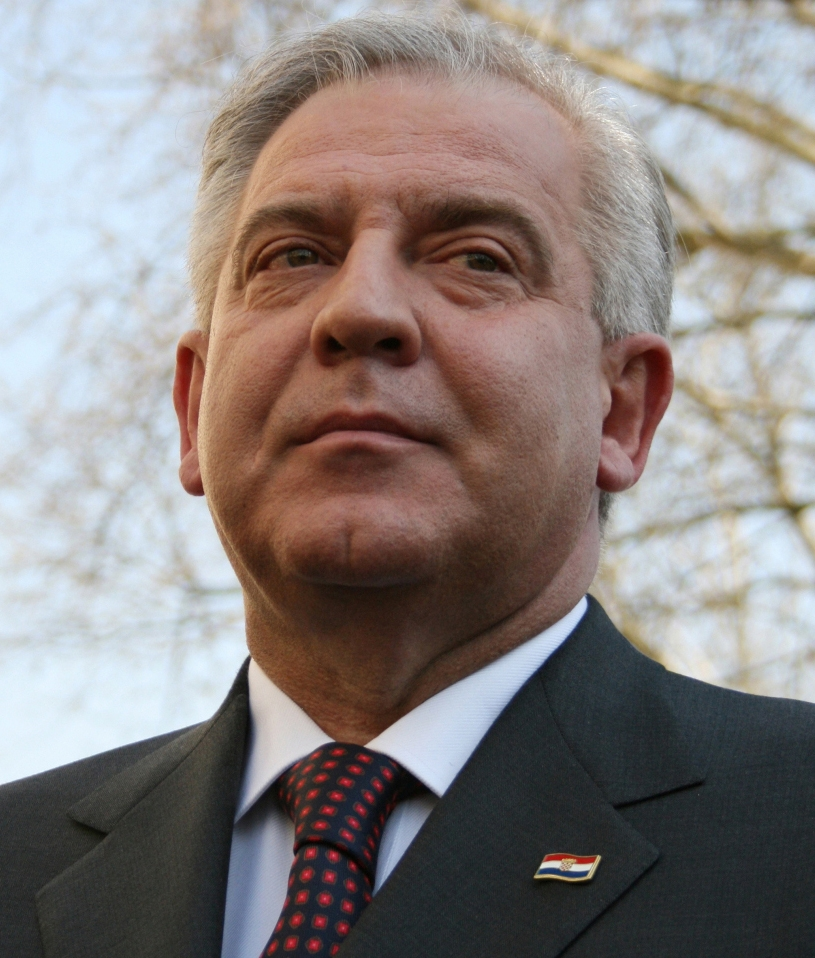
伊沃·萨纳德尔（Ivo Sanader），前民主共同体主席（2000 - 2009）

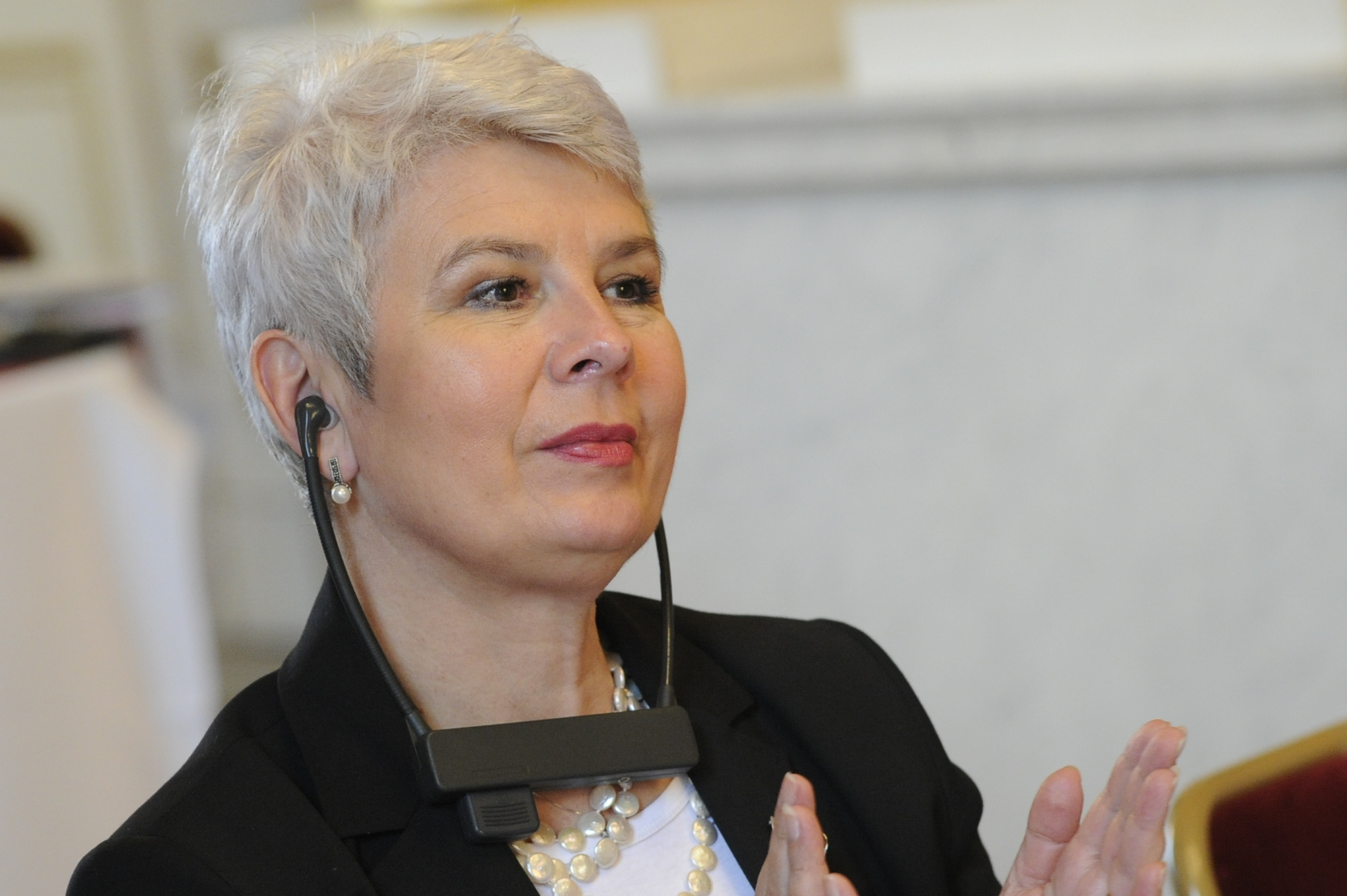
亚德兰卡·科索尔，前民主共同体主席（2009 - 2012）

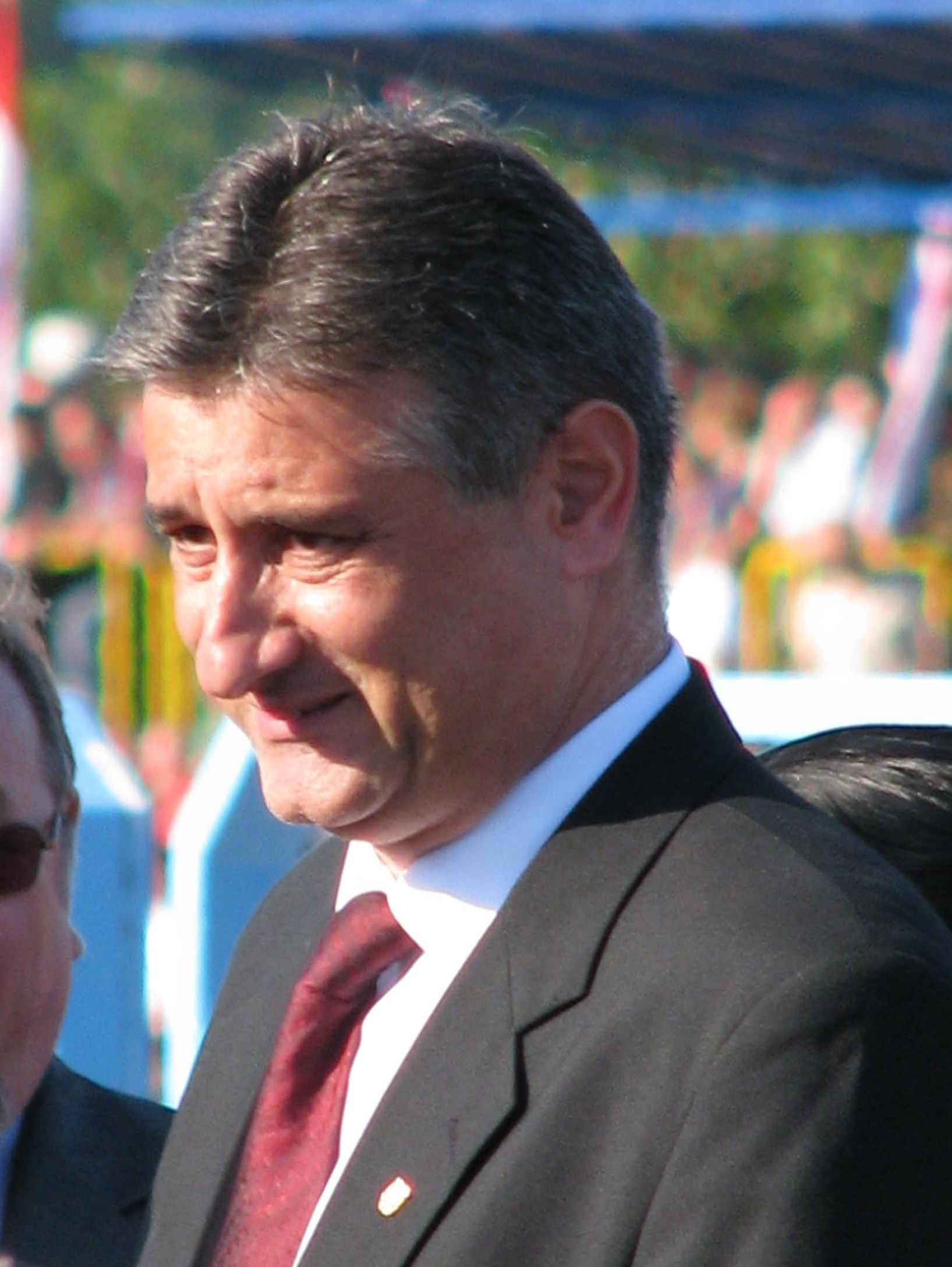
托米斯拉夫·卡拉马尔科，2012年开始任民主共同体主席

### 立法选举
以下总结了民主共同体在克罗地亚议会立法选举的结果。
| 选年          | 联合政党                          | 得票率             | 百分率       | 赢得席位    | 增減        |
| 选年          | 联合政党                          | （联盟总数）       | （联盟总数） | （只計HDZ） | （只計HDZ） |
| ------------- | --------------------------------- | ------------------ | ------------ | ----------- | ----------- |
| 1990年4月-5月 | 无                                | 1,201,122          | 41.90        | 55 / 80     | 不適用      |
| 1992年        | 无                                | 1,176,437          | 44.68        | 85 / 138    | +30         |
| 1995年        | 无                                | 1,093,403          | 45.23        | 75 / 127    | –10         |
| 2000年        | 无                                | 790,728            | 26.88        | 46 / 151    | –29         |
| 2003年        | 无                                | 840,692            | 33.90        | 66 / 151    | +20         |
| 2007年        | 无                                | 907,743            | 36.60        | 66 / 153    | ±0          |
| 2011年        | 公民党 民主中心                   | 563,215            | 23.50        | 44 / 151    | –22         |
| 2015年        | HSS-HSP AS-HSLS-HRAST-BUZ-HDS-ZDS | 771,070（478,107） | 33.46（#1）  | 51 / 151    | +7          |
| 2016年        | HSLS-HDS-HRAST                    | 682,687            | 36.27（#1）  | 57 / 151    | +6          |

### 总统选举
- 1992年克罗地亚总统选举 
弗拉尼奥·图季曼 - (当选，第一轮得票率56.73%)
- 1995年克罗地亚总统选举 - 弗拉尼奥·图季曼 - (当选，第一轮得票率61.41%)
- 2000年克罗地亚总统选举 
马特·格拉尼奇(Mate Granić) - (在第一轮以22.47%的得票率名列第三)
- 2005年克罗地亚总统选举 
亚德兰卡·科索尔 - (在第一轮以20.31%的得票率名列第二，第二轮以34.07%的得票率名列第二)
- 2010年克罗地亚总统选举 
安德里亚·海布兰格(Andrija Hebrang) - (在第一轮以12.04%的得票率名列第三)